# Schloss Hansenberg

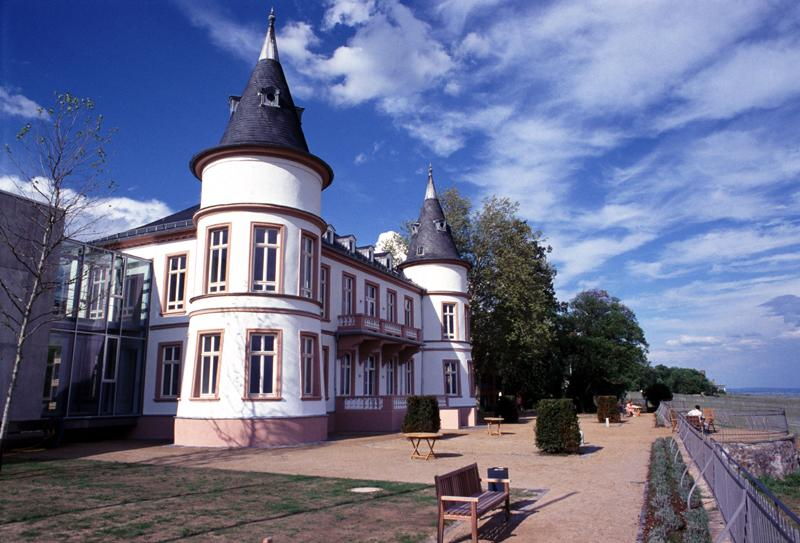
Internatsschule Schloss Hansenberg

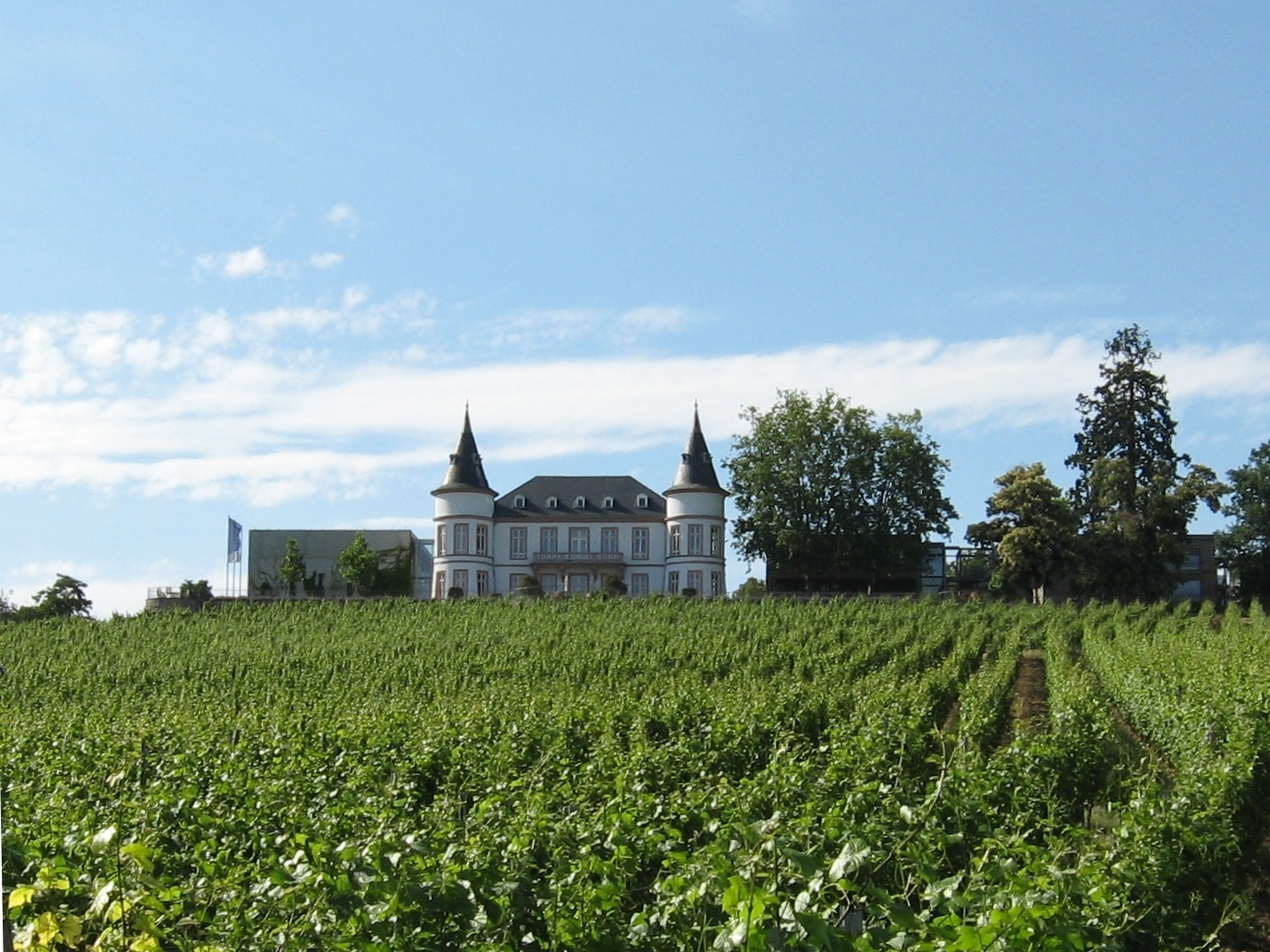
Schloss Hansenberg

Schloss Hansenberg war ein Schloss in Johannisberg, heute Stadtteil der Stadt Geisenheim im südhessischen Rheingau-Taunus-Kreis, das ab 1823 vom Johannisberger Pädagogen Johannes de Laspée erbaut wurde und heute von der Internatsschule Schloss Hansenberg genutzt wird.

## Geplante Nutzung
Johannes de Laspée, ein Schüler von Johann Heinrich Pestalozzi, plante das Schloss als naturnahe Schule und Erziehungsanstalt für Waisenkinder. Auf dem Grundstück eines Weinguts baute er das Gebäude des Schlosses ab 1823. Durch den frühen Tod von Laspée im Jahr 1825 blieb das dreigeschossige Gebäude allerdings im Rohbau unvollendet und wurde nie seinem ursprünglichen Zweck nach genutzt.

## Weitere Eigentümer
Nach Aufgabe des Vorhabens von Laspée wurde das Gebäude veräußert. Es gehörte ab 1835 Ludwig Karl Baron von Medem und wurde ein Jahr später an Karl August Graf von Reisach verkauft. Ab 1839 gehörte das Schloss Franz Egon von Fürstenberg-Stammheim. Heinrich de Laspée unternahm 1848 den erfolglosen Versuch, die von seinem Vater geplante Waisenerziehungsanstalt zu realisieren. Das Gebäude wechselte mehrfach den Eigentümer, bevor es 1861 von Salomon Marix erworben wurde, der das Hauptgebäude im französischen Stil ausbaute, das zuvor quadratische Hauptgebäude durch zwei runde Ecktürme ergänzte und die Gartenseite mit einem neubarocken Portal versah. Im Jahr 1872 wurde das Anwesen durch Ludwig Bauer erworben, der ihm den Namen „Schloss Hansenberg“ gab und die Terrasse über den Weinbergen errichtete. Seine Erben verkauften das Schloss, das ab 1929 bis zu seinem Umbau zur Katastrophenschutzschule im Jahr 1962 als Hotel und Restaurant genutzt wurde.

## Nach dem Zweiten Weltkrieg
Die Bundesrepublik Deutschland erwarb das Gelände nach dem Zweiten Weltkrieg. Die im Anschluss stark erweiterte Anlage wurde ab 1962 als Katastrophenschutzschule genutzt, zunächst als Zentrale Ausbildungsstätte für den Luftschutzhilfsdienst und nach einem Umbau von 1970 bis 1972 als Katastrophenschutzschule Hessen. Nach der Übernahme durch das Land Hessen im Jahr 1995 wurde das Grundstück als Außenstelle der Hessischen Landesfeuerwehrschule genutzt.

## Oberstufeninternat
Mit der Neustrukturierung der Hessischen Landesfeuerwehrschule wurde die Außenstelle im Schloss Hansenberg im Jahr 2000 aufgegeben. Zur Gründung eines Oberstufeninternates wurden Haupt- und Nebengebäude für 23 Millionen Euro umgebaut und erweitert. Die Internatshäuser wurden komplett neu errichtet. Im Herbst 2003 wurde das Internat eingeweiht und der Schulbetrieb aufgenommen. Im Juli 2006 verließ der erste Abiturjahrgang die Schule.